# Односи Бугарске и Русије
Односи Бугарске и Русије су дипломатски односи Бугарске и Русије.
Бугарска има амбасаду у Москви и три конзулата у Санкт Петербургу, Новосибирску и Јекатеринбургу. Русија има амбасаду у Софији и два конзулата - у градовима Русе и Варна.
Обе земље су словенски народи и везује их заједничка православна хришћанска култура. Међутим, то се углавном није претворило у топле односе. Након стицања независности Бугарске у 19. веку, односи су постали напети након што је Русија доследно фаворизовала бугарског суседа Србију у разним балканским споровима и ратовима пре Првог светског рата, након чега је Бугарска стала на страну Немачке, борећи се против Русије у оба светска рата.
Након комунистичког преузимања власти 1945. године, Бугарска је била совјетски савезник током Хладног рата и одржавала је добре односе са Русијом све до Револуције 1989. године, јединог периода од независности у којем је Русија имала боље односе са Бугарском него са Србијом; или боље речено у овом случају Титовом Југославијом. Међутим, након проблема око енергетских пројеката који укључују отказани гасовод Јужни ток и замрзнути пројекат нуклеарне електране Белене, као и анексију Крима од стране Русије 2014. године, односи између ове државе су се поново погоршали.

## Историја

### Рани односи
Руси и Бугари били су у контакту вековима. Ћирилица је настала у Првом бугарском царству у 9. веку и касније су је прихватиле православне словенске земље као своје стандардно писмо. Духовно, Русија је примила православно хришћанство управо од бугарског царства, а претпоставља се да се то догодило за време бугарског цара Самуила. Овим чином је припојен овај простор старој бугарској књижевности и култури.    Оба народа су имала традицију да монархе називају царевима, што је словенска реч за цара која је такође настала у Бугарској . Русија је помогла Бугарској да добије суверенитет од Отоманског царства. Бугари су тада у Софији подигли православну цркву која је добила име по руском православном светитељу Александру Невском, у част руских војника који су помагали Бугарској током тог рата.
У Русији је бугарски допринос ширењу словенске књижевности и хришћанског богослужења познат и као „први јужнословенски утицај“. У време Другог бугарског царства, Русија је прошла кроз „други јужнословенски утицај“ – овог пута под окриљем Тарновске школе књижевности. После пада Другог бугарског царства под османску власт, огроман део бугарских мисионара и свештенства нашао је уточиште ван своје отаџбине, а неки од њих су се настанили управо у руским кнежевинама. Кипријан Кијевски је један од њих.  
Односи између држава почели су да се погоршавају када је Русија одбила да дипломатски подржи Бугарску у бугарском уједињењу и следећем српско-бугарском рату.  Ово је имало озбиљан утицај на бугарско-руске односе, који трају и данас.

### 20. век
Односи Бугарске и Русије су наставили да се погоршавају јер је Бугарска оптужила Русију за мешање у њене унутрашње ствари, што је чињеница која је допринела растућем савезу између Руског царства и Краљевине Србије. То је довело до антагонизма између Бугарске и Русије и мотивисало Бугарску да склопи савез са Црном Гором, Србијом и Грчком како би ослабила утицај Аустријанаца. Када је Бугарска добила прилику да окупира Цариград током Првог балканског рата против Отоманског царства, Русија се успротивила бугарским војним акцијама.   Русија је такође одбила да осуди Србију и Грчку због напада на Бугарску у рату који је уследио. Али тензије између Бугарске и Русије су на крају избиле у Првом светском рату када је Бугарска стала на страну Немачке империје због обећања да ће повратити своје изгубљено тло. На крају су Бугарска и Русија претрпеле тешке војне губитке због својих ратова, а бугарско-руски односи су прекинути. Тек тридесетих година прошлог века Русија, као Совјетски Савез, поново успоставља односе са Бугарском. 
У Други светски рат, Бугарска је ушла као чланица сила Осовине,  али када су Совјети извршили инвазију на Балкан, Бугарска се придружила савезничким силама на совјетској страни.  Совјетска Црвена армија је подржала бугарски државни удар 1944. године, који је довео Бугарску комунистичку партију (БКП) на власт. Британски премијер Винстон Черчил и први секретар КП Русије Јосиф Стаљин потписали су тајни споразум о процентима на Четвртој московској конференцији којим се Совјетском Савезу дозвољава 80 одсто утицаја у Бугарској након рата. 
Од 1945. до 1948. земља се учврстила у совјетској сфери утицаја под контролом Бугарске комунистичке партије, која је надгледала програм стаљинизације касних 1940-их и 1950-их,  и придружила се Варшавском пакту 1955. године. Политичка репресија је била широко распрострањена. Бугарска је постала веома зависна од совјетског покровитељства.  Бугарска је остала део Источног блока све до 1989. године, када је БКП почела да се удаљава од СССР-а. Први вишестраначки избори одржани су 1990. године, а БКП је изгубила власт на изборима следеће године. 
Георги Иванов, војни официр из Бугарске, постао је први Бугарин који је стигао у свемир када се укрцао на Сојуз 33 заједно са совјетским космонаутом Николајем Рукавишњиковим. Бугарски научници су били укључени у припреме за лет. Током ове ере Бугарском је управљао Тодор Живков, близак пријатељ Никите Хрушчова.
Након пада комунизма 1989. године, односи Бугарске и Русије су ушли у нову фазу. Утицај на правац односа је имала политичка оријентација странке на власти. Левица је више подржавала блиске односе од деснице. Руски покушаји да се мешају настављени су након распада Народне Републике Бугарске и Совјетског Савеза. То је довело до протеривања двојице руских дипломата током владе Уније демократских снага у марту 2001. године, пошто је Иван Костов, премијер Бугарске, обавештен о покушајима руских агената у бугарској влади да је смене, само пет месеци пре легитимног краја мандата владе.  Односи између држава остали су умерени упркос интеграцији Бугарске са западном Европом и Сједињеним Државама. Бугарска је приступила НАТО- у 2004. године, а Европској унији 2007. године.
Каснији председник, Георги Парванов из Бугарске социјалистичке партије, тражио је енергетску сарадњу у програму који је назвао 'Гренд слем'. Већина споразума је касније ревидирана, шанса је дата просперитетну пројектима, док су поједини пројекти заустављени, као што је НЕ Белене, која је заустављена због неисплативости пројекта за бугарску страну. Томе се успротивио бивши премијер и садашњи лидер Партије европских социјалиста Сергеј Станишев, који је обећао да ће сменити десничарску владу Бојка Борисова.
Бугарска је 30. априла 2021. проглашена „непријатељском према Русији“ због протеривања неколико дипломата.  Међутим, касније је потврђено да то није тачно, јер је 14. маја 2021. године званично објављена листа непријатељских земаља из перспективе Русије садржала само још две земље – Чешку и Сједињене Америчке Државе. 

### Од 2022
године 
Након што је почела руска инвазија на Украјину 2022. године, Бугарска је, као једна од земаља ЕУ, увела санкције Русији, а Русија је додала све земље ЕУ на листу „непријатељских нација“. 
Бугарски премијер је 24. марта 2022. најавио опозив бугарског амбасадора у Москви на консултације, након „недипломатских, оштрих и грубих“ коментара које је наводно изнела руска амбасадорка у Бугарској Елеонора Митрофанова. 
Увече 27. јуна руска амбасада у Софији покренула је добротворни апел за Бугаре да подрже руску инвазију на Украјину.  Дан касније, Петков је најавио протеривање 70 руских дипломата због забринутости за шпијунажу.  Министарство спољних послова саопштило је да ће Бугарска привремено затворити своје дипломатско представништво у Јекатеринбургу и очекује да Русија привремено обустави активности сопствене мисије у граду Русе, на територији Бугарске.  Све службе руске амбасаде су обустављене, а Бугарска је одредила да Русија од тада мора да следи званични стандард о ограничавању њиховог броја на 23 особе дипломатског особља и 25 особа административног особља.  Влада Бугарске се супротставља дезинформацијама које је Русија објавила у Бугарској. 
Русија је оптужена да стоји иза експлозије у фабрици оружја у Бугарској у јуну 2023. године, након низа сличних инцидената у складиштима оружја у којима се налази муниција намењена за извоз у Украјину.  У јуну 2023. Бугарска је одлучила да испоручује оружје директно Украјини, а у јулу 2023. подржала је одлуку да се придружи пројекту заједничке набавке муниције Европске одбрамбене агенције за подршку Украјини. 
Премијер Бугарске Николај Денков изјавио је да „Русија дефинитивно мора да се повуче са територије Украјине, да призна њене границе и да одговара за злочине које је починила“, када се састао са председником Украјине Володимиром Зеленским у јулу 2023. 
Бугарска је близу продаје два неискоришћена нуклеарна реактора руске производње и друге критичне опреме украјинској државној компанији за атомску енергију. 
Бугарска је у јулу преузела нафтни терминал Росенец у луци Бургас, којим је до тада управљао Лукоил, а руска компанија је изгубила дугорочну концесију.  У октобру је Бугарска усвојила закон којим се Лукоил рафинерија опорезује са 60% прихода, што је резултирало тиме да Лукоил покушава да пронађе купца за рафинерију. Нови власник би плаћао нижу стопу од 15% прихода. Бугарска је такође усвојила закон којим се гас у транзиту из Русије у Мађарску, Србију и Босну и Херцеговину опорезује по 20 лева, око 20% тренутне цене природног гаса, при чему ће Гаспром вероватно трпети финансијски губитак.  Убрзо је обустављена такса на транзит гаса.
У 2021. бугарски извоз у Русију износио је 592 милиона долара, а лекови су били главни извозни производ. Руски извоз је износио 2,78 милијарди долара, а главни извозни производ је био природни гас. Између 1996. и 2021. бугарски извоз је растао у просеку за 0,71% годишње, док је руски извоз у просеку растао за 1,39% годишње. 
У априлу 2022. Русија је престала да испоручује гас Бугарској.  Бугарска је престала да купује руску сирову нафту 1. марта 2024. 

## Стална дипломатска представништва
- Бугарска има амбасаду у Москви и генерални конзулат у Санкт Петербургу.
- Русија има амбасаду у Софији и конзулат у Варни.

## Галерија
- Амбасада Бугарске у Москви
- Генерални конзулат Бугарске у Санкт Петербургу
- Амбасада Русије у Софији